# Mézclum

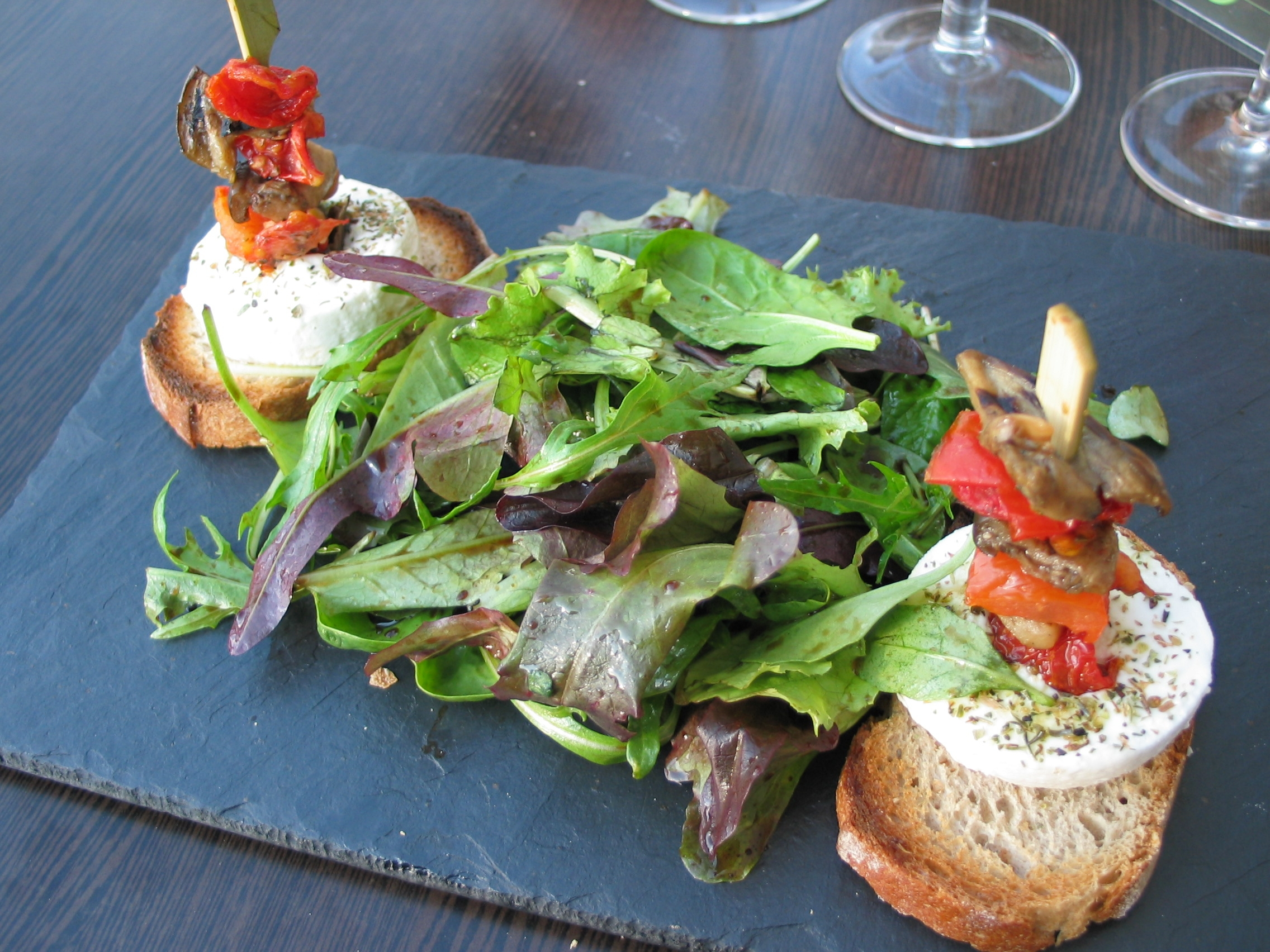
Una tosta con ensalda mézclum.

Mézclum es una ensalada (del tipo ensalada jardinera) tradicional de Provenza (Francia). Se compone de una mezcla de hortalizas de hoja, como pueden ser: perifollo, rúcula, lechuga, endivias, escarola, etc. Es habitual emplear como aliño el aceite de oliva. Se dice que la ensalada fue creada por los frailes franciscanos del monasterio de Cimiez en Niza. Es frecuente ver comercializaciones ya preparadas de esta ensalada.
La palabra viene del occitano mesclum que significa mezcla, adoptado o, cuando menos, extendido como mézclum a principios del siglo XXI en España del neologismo francés mesclun, originado un siglo antes. No está aceptado por la Real Academia Española.